# Chris Ward (réalisateur)
Pour les articles homonymes, voir Chris Ward et Ward.
Chris Ward est un réalisateur et producteur américain de films pornographiques homosexuels.

## Biographie
Il commence en 1997 par réaliser des vidéos pornographiques gays chez Hot House Entertainment, produites par Steven Scarborough. Ses vidéos sont déjà souvent spécialisées en fist-fucking.
En 1999, il crée avec JD Slater la société Raging Stallion Studios. Il y réalise plusieurs succès, comme Arabesque et Manifesto (Grabby Award de la meilleure vidéo). Il se lance ensuite dans des vidéos plus ambitieuses par leur budget, coréalisées avec Ben Leon et Tony DiMarco : Grunts, To the Last Man, Focus/Refocus.
Depuis 2012, il a laissé de côté la réalisation pour se consacrer entièrement à la production. En 2015, il annonce prendre sa retraite,.

## Vidéographie choisie
- 1999 : Fist for Hire 1: On the Prowl
- 2000 : Sexpack 1: Four Tight Tales, avec Blake Harper
- 2001 : Cops Gone Bad, coréalisé avec JD Slater, avec Michael Brandon
- 2003 : A Porn Star is Born
- 2005 : Arabesque, avec François Sagat
- 2006 : Manifesto, avec François Sagat, Fred Faurtin
- 2007 : Grunts coréalisé avec Ben Leon, avec Ricky Sinz, Steve Cruz, Rafael Alencar
- 2008 : To the Last Man: The Gathering Storm coréalisé avec Ben Leon et Tony DiMarco, avec Damien Crosse, Ricky Sinz, Antonio Biaggi
- 2009 : Focus/Refocus, coréalisé avec Tony DiMarco et Ben Leon, avec Damien Crosse, Francesco D'Macho, Steve Cruz, Conner Habib
- 2011 : Cowboys, coréalisé avec Tony DiMarco, avec Jesse Santana
- 2011 : Golden Gate Season 1, avec Christian Wilde, Topher DiMaggio

## Récompenses
- Grabby Awards 2005 : Wall of Fame[5]
- GayVN Awards 2007 : Hall of Fame[6]
- Grabby Awards 2008 : meilleur réalisateur (partagé avec Ben Leon) pour Grunts[7]
- GayVN Awards 2008 : meilleur réalisateur pour Grunts[8]
- XBIZ Award 2009 : réalisateur LGBT de l'année (ex aequo avec Ben Leon et Tony DiMarco)[9]
- XBIZ Award 2012 : réalisateur gay de l'année[10]